# Хайнрих I от Кьолн
Хайнрих I фон Мюленарк (на немски: Heinrich von Müllenark (Mulnarken), Erzbischof von Köln; „Leinenhose“; * ок. 1190; † 26 март 1238, Кьолн) е архиепископ на Кьолн (1225 – 1238).

## Духовна кариера
Хайнрих I фон Мюленарк първо е през 1211 г. пропст на манастир „Касиус“ в Бон. Той е избран на 15 ноември 1225 г. на 35 години за архиепископ на Кьолн, една седмица след убийството на архиепископ Енгелберт I фон Кьолн. На 20 септември 1226 г. на 36 години той става редовен архиепископ на Кьолн. С неговата помощ на 14 ноември 1226 г. убиецът Фридрих фон Изенберг е заловен в Лиеж и осъден в Кьолн, замъците му са изравнени и е екзекутиран в Кьолн.
През 1235 г. архиепископ Хайнрих пътува с херцог Хайнрих I фон Брабант по нареждане на Фридрих II до Лондон, за да вземе за четвърта съпруга на императора английската принцеса Изабела (1214 – 1241), дъщеря на крал Джон I, и да я заведе в Германия. След престой в Кьолн, той я придружава до Вормс, където на 15 юли 1235 г. се състои сватбата на Фридих II и Изабела.
Хайнрих I фон Мюленарк умира на 26 март 1238 г. в Кьолн и е погребан в Кьолнската катедрала. На 30 април 1238 г. е избран Конрад фон Хохщаден за негов наследник като архиепископ на Кьолн.